# Ефремов, Олег Николаевич
Оле́г Никола́евич Ефре́мов (1 октября 1927, Москва — 24 мая 2000, Москва) — советский и российский актёр и режиссёр театра и кино, сценарист, театральный педагог, общественный деятель. Герой Социалистического Труда (1987), народный артист СССР (1976), лауреат двух Государственных премий Российской Федерации (1998, 2004 — посмертно) и трёх Государственных премий СССР (1969, 1974, 1983), кавалер ордена Ленина (1987). Один из создателей и первый секретарь правления Союза театральных деятелей СССР, член Союза кинематографистов СССР. Избирался народным депутатом СССР от творческих союзов. Член КПСС с 1955 года.
Олег Ефремов — создатель театра «Современник», в 1956—1970 годах был его художественным руководителем; с 1970 года возглавлял МХАТ СССР имени Горького, а после его раздела в 1987 году — МХТ имени Чехова.
Один из выдающихся театральных режиссёров своего времени, Олег Ефремов всегда оставался и актёром; на театральной сцене создал запоминающиеся образы современников в пьесах Виктора Розова, Александра Володина и Александра Гельмана; среди лучших ролей мхатовского периода — чеховский Астров и Мольер в «Кабале святош» Михаила Булгакова; кинозрителям известен прежде всего как полковник Гуляев («Батальоны просят огня»), таксист Саша («Три тополя на Плющихе»), Максим Подберёзовиков («Берегись автомобиля») и Айболит («Айболит-66»).
На протяжении полувека, с 1949 года, Олег Ефремов преподавал мастерство актёра в Школе-студии МХАТ, был профессором и заведующим кафедрой мастерства актёра.

## Биография

### Ранние годы
Олег Ефремов родился в Москве, в семье Николая Ивановича и Анны Дмитриевны Ефремовых; вырос в большой коммунальной квартире на Арбате, о которой в зрелые годы, по свидетельству Анатолия Смелянского, мог рассказывать часами, «как если бы речь шла о Царском Селе». Отец работал бухгалтером в системе ГУЛАГа, и часть своего отрочества Олег Ефремов провёл в воркутинских лагерях, где близко познакомился с уголовным миром.
Сцена влекла его с детства: с двоюродным братом Германом Меньшениным, впоследствии театральным актёром, режиссёром и художником, Ефремов, по воспоминаниям отца, постоянно играл в театр: будущие режиссёры «вырезали из бумаги кукол, делали какие-то простые декорации». В театральные круги его ввёл приятель по двору Александр Калужский — внук знаменитого актёра МХАТа Василия Лужского. Ещё одним другом детства был Сергей Шиловский, сын Елены Булгаковой, — в доме Михаила Булгакова в Нащокинском переулке Ефремов часто бывал в предвоенные годы. «Самого хозяина дома, — писал он много лет спустя, — конечно, не помню, но осталась в памяти атмосфера прекрасной, весёлой, интеллигентной семьи… Не имел я тогда никакого понятия ни о „Днях Турбиных“, ни о „Мольере“, ни о самом главе этого дома… Просто булгаковский дом оказался частью жизни, „предвестием“ встречи с Художественным театром».
Был в детстве Ефремова и драмкружок при Доме пионеров. Руководила кружком А. Г. Кудашова, в 20-х годах учившаяся в студии Михаила Чехова. Все пути вели в Художественный театр, и в 1945 году Александр Калужский уговорил Ефремова поступить в Школу-студию МХАТ, где его наставниками стали Михаил Кедров и Василий Топорков.

### В Центральном детском театре
«Каждый из нас, — вспоминал Ефремов, — как бы примеривался быть одним из тех, кто тогда блистал на мхатовской сцене… Все интересы пересекались на этом театре, ничего другого в жизни не было. Был мир. Свой мир. Подтекста этого мира мы тогда не знали. Нам внушали сверхсерьёзное отношение к искусству театра: это трудно вообразить сегодня, но это так».
По окончании Школы-студии, в 1949 году, Ефремова во МХАТ не пригласили, и это казалось ему катастрофой. Он получил приглашение в Центральный детский театр, на сцене которого дебютировал в роли Володи Чернышева в пьесе Виктора Розова «Её друзья», — на многие годы Розов станет любимым его драматургом. Уже тогда критики отметили, что Ефремов играет так, словно на сцене «не актёр, а много раз виденный нами в жизни школьник — в военной гимнастёрке с отцовского плеча». «Катастрофа» обернулась удачей: с приходом к руководству в 1950 году уволенной из МХАТа Марии Кнебель, а в 1954-м — её ученика, Анатолия Эфроса, почти забытый зрителями театр преобразился, и очень скоро ЦДТ стал одним из самых интересных и популярных театров Москвы. Именно здесь, по словам Анатолия Смелянского, в середине 50-х годов, после затяжного кризиса, началось возрождение российского театра.
Работать с Ефремовым, вспоминал Эфрос, было нелегко: «Как многие талантливые люди, он с трудом принимает чужие творческие предложения. Во время постановки пьесы „В добрый час!“… мы иногда спорили все четыре репетиционных часа. Остальные актёры, так и не начав репетировать, уходили домой, а когда возвращались вечером на спектакль, заставали нас стоящими в той же позе и продолжающими спор».
В Центральном детском театре Ефремов служил до 1957 года, сыграл более 20 ролей, от Иванушки-дурачка в «Коньке-горбунке» до Самозванца в «Борисе Годунове», приобрёл известность как актёр и в 1955 году дебютировал в качестве режиссёра, поставив комедию В. Коростылёва и М. Львовского «Димка-невидимка» — изящный музыкальный спектакль, почти мюзикл.
Едва окончив Школу-студию МХАТ, Олег Ефремов в том же 1949 году начал преподавать в ней, был ассистентом на курсе Александра Карева, и к 1956 году вокруг него, убеждённого приверженца немодного в те годы в театральных кругах К. С. Станиславского, сложилась группа молодых актёров, мечтавших возродить студийные традиции Художественного театра. В начале XX века Станиславский видел в студиях средство от застоя, грозившего МХТ; на деле, однако, из четырёх созданных в 10—20-х годах студий только Вторая сохранила верность «театру-дому» и влилась в него, когда Художественному театру потребовалась «свежая кровь».
Коллектив, первоначально названный «Студией молодых актёров», составили студенты Школы-студии МХАТ и её выпускники — молодые актёры московских театров, в их числе студенты Ефремова — Галина Волчек, Игорь Кваша, Светлана Мизери, Лилия Толмачёва, Евгений Евстигнеев и Олег Табаков — в середине 50-х также актёр ЦДТ. В группу основателей входили и режиссёры Анатолий Эфрос и Борис Львов-Анохин — недолгое время коллектив назывался «Студией молодых режиссёров», но сработаться слишком разным художникам не удалось.
Студия рождалась в полемике с Художественным театром, переживавшим после смерти Владимира Немировича-Данченко глубочайший кризис, но и в надежде на «усыновление»; единомышленники Ефремова называли себя не иначе, как студией МХАТа, однако «метрополия» не торопилась с признанием: от незаконнорождённой студии, по словам А. Смелянского, ждали подвоха и неприятностей. Николай Охлопков изъявил готовность оформить новый коллектив как студию руководимого им Театра имени Владимира Маяковского, но это был театр совершенно иного направления, сам Охлопков считался наследником скорее Вс. Мейерхольда, чем Станиславского, и студийцы отказались. Когда же в 1957 году директор МХАТа Александр Солодовников своей властью включил студию в систему «метрополии», предложенные условия, фактически лишавшие коллектив творческой самостоятельности, уже не могли удовлетворить труппу Ефремова.

### «Современник» (1956—1970)

Ефремов (справа) в роли Бориса Бороздина-старшего в спектакле «Вечно живые» (1960-е годы)

«Напряжённый интерес к гражданским и этическим проблемам, свежесть, наблюдательность, стремление ближе соприкоснуться с жизнью, внимание к характерности и борьба с театральщиной» — так Павел Марков, бывший завлит МХАТа, охарактеризовал в конце 50-х коллектив, до 1964 года именовавшийся Театром-студией «Современник». Он заявил о своём существовании в 1956 году спектаклем по пьесе В. Розова «Вечно живые», — Ефремов, поставивший спектакль и сыгравший в нём Бориса Бороздина, вспоминал, что некоторые зрители и критики были разочарованы, говорили: «Спектакль замечательный, конечно, но ведь вы показали нам просто хороший МХАТ». Такие отзывы Ефремов и в последние годы жизни вспоминал как высшую похвалу: именно к этому и стремился тогдашний «Современник» — возродить в своей практике образ старого Художественного театра, «театра Станиславского», с его художественными и, не в последнюю очередь, этическими идеалами; но от того МХАТа, каким он стал к середине 50-х годов, труппу Ефремова отделяла пропасть.
За несколько десятилетий это был первый театр, рождённый не «сверху», а «снизу», как коллектив единомышленников. «Из истории, — пишет А. Смелянский, — всплыло и стало важным выражение „товарищество на вере“. …Они сочинили устав, который должен был возродить новое товарищество актёров… Идею театрального „дома“ они попытались освободить от тех чудовищных наслоений, которые изуродовали её в реальной практике советского театра». Студийцы коллективно решали, брать ли в репертуар пьесу, выпускать ли на публику спектакль; всей труппой решали судьбу актёра; если же обсуждались действия руководителя, Ефремов, дабы не стеснять коллег, выходил из комнаты.
Новый театральный коллектив быстро завоевал популярность, и не только в Москве: в 1960 году с большим успехом прошли его гастроли в Ленинграде. В любви к «Современнику», отмечала Инна Соловьёва, узнавались те же чувства, которые внушал к себе когда-то Художественно-Общедоступный; молодые литераторы, критики и музыканты образовали вокруг театра Ефремова своего рода «группу поддержки»; в «Современник» несли свои пьесы Василий Аксёнов, Анатолий Кузнецов, Александр Галич и Александр Солженицын, — это был театр «шестидесятников». «„Современник“, — пишет Надежда Таршис, — первым предложил поколению образ и голос этого поколения».
На протяжении нескольких лет труппа, возглавляемая Ефремовым, кочевала по сценическим площадкам столицы, выступая порою в случайных клубах, и в этих скитаниях сложился аскетичный стиль раннего «Современника»: хранить громоздкие декорации и реквизит было негде, поначалу и средств на декорации не было, и оформление, писал Константин Рудницкий, сводилось к «скудному прожиточному минимуму», порою к нескольким предметам мебели. И получив наконец в 1961 году небольшое, обречённое на снос здание на площади Маяковского, студийцы не спешили радикально менять свои привычки, в частности, раз и навсегда отказавшись от занавеса
«Современник» родился в то время, когда российский театр после затянувшегося на два десятилетия кризиса вновь становился, по словам Сергея Владимирова, необходимым как «умный, талантливый, интересный, много знающий и понимающий собеседник». «Наше единомыслие, — вспоминал Михаил Козаков, — вырабатывалось в бесконечных спорах, обсуждениях, и очень часто два-три окна в кабинете Ефремова продолжали светиться всю ночь». Социальная программа «Современника» с самого начала определялась как «антисталинская», — в 1966 году Ефремов подпишет письмо 25 деятелей культуры и науки Л. И. Брежневу против реабилитации Сталина. Более расплывчатой оказалась эстетическая идея: студийцы стремились возродить на сцене естественного человека, так называемый «душевный реализм», характерный для раннего МХТ и особенно для его 1-й Студии, к сокращению дистанции между актёром и зрителем. «Война, — писал П. Марков, — переворошила наше понимание актёрского искусства. Элементы „лицедейства“, притворства, наигрыша стали нестерпимы на сцене морально, они стали окончательно отталкивающи эстетически. Люди, пережившие войну, отворачиваются от самой умелой „игры“ в страдания». Нежелание лицедействовать, искавшее своё оправдание в прошлом Художественного театра, собственно, и было главной эстетической «идеей» студийцев. А. Смелянский определяет художественную программу раннего «Современника» как советский вариант итальянского неореализма: «Язык улицы, живой жизни пришёл на эту сцену и породил не только новый тип речи, но и новый тип артиста, которого тогда именовали „типажным“, то есть подчёркивали даже его внешнюю слитность с человеком улицы».
Изначально «Современник», и в первую очередь его лидер, исповедовали «антитеатральность», и здесь следуя за Константином Станиславским, говорившим: «В театре я больше всего ненавижу театр». В 1960 году, в связи с ленинградскими гастролями, С. Владимиров писал о «Современнике», без тени осуждения: «Он всегда прост и даже грубоват», — но в том же году появился ярко-театральный спектакль «Голый король» по сказке Е. Шварца, ставший одним из самых популярных спектаклей «Современника» и одним из лучших спектаклей «театрального направления» вообще. «Голый король», в котором впервые в полной мере раскрылся незаурядный талант Евгения Евстигнеева, блистательно сыгравшего, по определению Майи Туровской, «ничто, от которого зависит всё», пользовался успехом и у опальных партийных чиновников; сам Хрущёв, рассказывал Ефремов, после октября 1964 года приходил на спектакль и от души смеялся вместе со всеми над системой, которую безуспешно пытался реформировать.
Успех «Голого короля» сказался на дальнейшей эволюции и театра в целом, и творчества Ефремова: представления о «правде жизни» на театральной сцене с годами усложнялись.
В 1964 году «Современник» наконец получил статус театра и перестал именоваться студией; в 1966 году, на исходе «оттепели», чуткий к переменам атмосферы театр представил публике «Обыкновенную историю» И. Гончарова, — поставленный Галиной Волчек спектакль уже свидетельствовал о творческой и не только творческой зрелости коллектива: «Театр, — пишет А. Смелянский, — стала занимать не столько сила обстоятельств, формирующих личность, сколько текучесть и податливость самого человека». Сам Ефремов развил ту же тему в спектакле «Традиционный сбор» по пьесе В. Розова, ставшей важным уточнением к поставленному тремя годами раньше «Назначению» А. Володина: у Розова, в отличие от Володина, своё человеческое «назначение» исполняли именно те, кто никакой карьеры не сделал.
Для Ефремова эпоха «Современника» символично завершилась постановкой чеховской «Чайки» летом 1970 года; коллеги расценили его уход как предательство, — в действительности, считает А. Смелянский, из-под «Современника», детища «оттепели», уходила историческая почва. Театр слишком тесно связал свою судьбу с судьбой поколения, для которого наступила пора разочарований, и свою первую «Чайку» Ефремов поставил как памфлет — внёс в неё ощущение идейного разброда конца 60-х годов, когда люди перестали слушать и слышать друг друга.

#### Ефремов-актёр
Незаурядное обаяние Ефремова-актёра было не просто его счастливым профессиональным качеством. Щедрость самоотдачи, благодарный резонанс этой личности в зрительном зале, сама человеческая заразительность — явления принципиальные. Человек раскрепощался, узнавал себе цену — таков был внутренний сюжет театральных вечеров молодого «Современника»... Откровением явились азбучные представления о суверенном человеческом достоинстве...
В отличие от подавляющего большинства своих коллег-режиссёров, Ефремов оставался актёром всегда — и в «Современнике», и позже во МХАТе; Ефремов-актёр в неменьшей степени, чем Ефремов-режиссёр, определял стиль «Современника». «Все мы были его учениками, — писал Михаил Козаков, — все подражали его манере игры». Это отмечали и критики: так, у В. Кардина в первые годы существования театра нередко складывалось впечатление, «будто по сцене ходят несколько „ефремовых“».
В театре, где артисты демонстративно не играли современников, где, по словам Надежды Таршис, «актёр и современник сливались в одном лице», главным героем был сам Ефремов, с его созвучной «оттепельным» настроениям активной жизненной позицией, человеческим обаянием и заразительностью. «При внешней обыденности — внутренняя определённость. При кажущейся внешней скромности — особая, яркая индивидуальность. При отсутствии значительных поступков — отчётливое понимание того, что он намеревается делать в жизни» — так в своё время критик Тамара Чеботаревская описала и героев Ефремова, и одновременно — феномен Ефремова-актёра.
«Современник» в те годы редко обращался к классике, и сам Ефремов играл исключительно современный репертуар; среди лучших его ролей — Борис Бороздин в первой и Фёдор Иванович Бороздин во второй редакции «Вечно живых» В. Розова, Лямин в «Назначении» А. Володина, Николай I в пьесе Л. Зорина «Декабристы» и Андрей Желябов в «Народовольцах» А. Свободина. О Лямине в «Назначении» Наталья Крымова писала в 1964 году: «Трудно назвать жанр, в котором здесь играл Ефремов. Комедия, конечно, но какая-то особенная комедия, со вторым, совсем не комедийным планом. Ефремов не первый раз играл в таком жанре, но тут внешний комизм доводился до такой резкости, а внутренний драматизм — почти до трагичности, что впору было назвать этот жанр трагикомедией… В то же время Лямин, пожалуй, первое поэтическое создание Ефремова».
«Социальный герой» Ефремова оказался востребован и в кинематографе; его кинодебют состоялся ещё в 1955 году в фильме Михаила Калатозова «Первый эшелон», посвящённом освоению целины. Сыграв в первом фильме комсорга Алексея Узорова, Ефремов и в дальнейшем не раз представал перед зрителями в образах правильных секретарей парткомов и райкомов, глубоко положительных чекистов, включая самого Феликса Дзержинского (в «Рассказах о Ленине» Сергея Юткевича), и сотрудников уголовного розыска. Но зрителям больше запоминались его лирические роли: водитель такси Саша («Три тополя на Плющихе» Татьяны Лиозновой), немой деревенский художник Фёдор («Гори, гори, моя звезда» Александра Митты), сыгранный с тонким юмором Айболит в фильме Ролана Быкова «Айболит-66».
Александра Пахмутова поначалу отказывалась писать музыку к кинофильму «Три тополя на Плющихе», но, посмотрев отснятый материал, сказала: «Если я и напишу музыку, то только из-за крупного плана Ефремова», — и сцена, в которой героиня Татьяны Дорониной поёт «Нежность», а Саша слушает — просто слушает, стала одной из лучших в фильме: «Потому что где-то в глубине души у этого шофёра, — писала Тамара Чеботаревская, — таилось то, что так поразило, так привлекло и растревожило женщину. …Фильм позволил нам прикоснуться к простым и очень сильным человеческим чувствам».
Поведение Олега Ефремова перед кинокамерой, как и на сцене, было на редкость естественно и органично; когда он играл современников, трудно было отличить исполнителя от персонажа, и многим казалось, что это простое совпадение человеческой индивидуальности актёра с индивидуальностью героя, — совпадение, делающее излишним перевоплощение и вживание в образ. Тем не менее, сохраняя ту же естественность и органичность, Ефремов сыграл Долохова в «Войне и мире» Сергея Бондарчука, и в его Долохове, пишет Чеботаревская, легко узнавался персонаж романа Льва Толстого. Чудаковатый Айболит в фильме-сказке Ролана Быкова, не похожий ни на Долохова, ни на шофёра Сашу, был сыгран с той же простотой и естественностью, — и в этом кажущемся отсутствии перевоплощения Олег Ефремов следовал той же художественной программе, которая вдохновляла его «Современник».

Олег Ефремов (на переднем плане) и Иннокентий Смоктуновский в фильме «Берегись автомобиля» (1966)

Эльдар Рязанов в своей лирической комедии «Берегись автомобиля» пробовал Ефремова на роль Деточкина, но здесь, по свидетельству режиссёра, создателю «Современника» не удалось скрыть свою человеческую индивидуальность — сильный характер прирождённого лидера: получился «волк в овечьей шкуре». В итоге Рязанов нашёл в Ефремове идеального Максима Подберёзовикова: «С одной стороны, его актёрской индивидуальности присущи черты, которые положено иметь следователю, то есть стальной взгляд, решительная походка, уверенность жеста, волевое лицо. С другой стороны, в актёре присутствовала самоирония, позволявшая ему играть как бы не всерьёз, подчёркивая лёгкую снисходительность по отношению к своему персонажу».

### МХАТ (1970—1987)
С начала 30-х годов МХАТ пользовался особой любовью партийного руководства, постепенно превращаясь в образцовый театр, «витрину режима», и это повышенное внимание обернулось для театра тяжким бременем, особенно после смерти Вл. Немировича-Данченко. Вынужденные постоянно играть в бездарных сервильных пьесах, «рекомендованных» Главреперткомом, актёры теряли квалификацию, нередко спивались: «Принять этот образ жизни, — пишет А. Смелянский, — и существовать в этом театре можно было лишь в состоянии беспробудного оптимизма».
Наступившая «оттепель» не многое изменила в Камергерском переулке: в то время как советский театр в целом с конца 50-х годов переживал расцвет, МХАТ по-прежнему пребывал в кризисе и терял зрителей, чему немало способствовали и утвердившееся в 1955 году коллективное руководство, отсутствие на протяжении многих лет главного режиссёра и сколько-нибудь продуманной репертуарной политики. В качестве «первой сцены страны» ещё на рубеже 50—60-х годов утвердился товстоноговский БДТ, МХАТ же не выдерживал конкуренции даже с не самыми лучшими столичными театрами. Наконец в 1970 году, повинуясь указанию сверху найти себе достойного режиссёра и не сумев заманить в театр Товстоногова, художественный совет МХАТа остановил свой выбор на Олеге Ефремове, и после многомесячных переговоров 7 сентября 1970 года министр культуры Екатерина Фурцева официально представила его труппе.
Мы все больше всего на свете любим МХАТ. И никто, вероятно, больше, чем мы, не критиковал тогдашнее состояние Художественного театра. Мы стали работать в искусстве, как нам казалось, из любви к МХАТ и в протесте против него, каким он был в годы возникновения «Современника»
Мечта сбылась: он пришёл во МХАТ, въехал, как напишет позже Владимир Высоцкий, «на белом княжеском коне»; но то, что Ефремов застал во МХАТе, меньше всего походило на осуществление мечты. В то время как труппа «Современника» по уставу 1962 года могла насчитывать не более 30 человек (плюс 6 кандидатов), а по уставу 1967 года — не более 35, во МХАТе Ефремов унаследовал от коллективного руководства труппу в полторы сотни человек, из которых многие годами не выходили на сцену, — труппу, расколотую на враждующие группировки и в значительной своей части утратившую дееспособность. С каждым из артистов Ефремов провёл беседу, пытаясь понять, чем здесь дышат. «После этих бесед, — пишет А. Смелянский, — он чуть с ума не сошёл. Это был уже не дом, не семья, а „террариум единомышленников“».
Много лет спустя, вспоминая свои первые годы во МХАТе, Ефремов говорил: «Со „стариками“ было проще. Они были развращены официальной лаской, многие утратили мужество, они прожили чудовищные годы в затхлом воздухе и успели им отравиться. Но всё же с ними было легче. Когда затрагивались вопросы искусства, в них что-то просыпалось. Что ни говори, это были великие артисты». Специально для мхатовских «стариков» Ефремов поставил один из самых притягательных спектаклей 70-х годов — «Соло для часов с боем» по пьесе О. Заградника; главной проблемой для него стало «недееспособное» среднее поколение.
Как некогда Георгий Товстоногов в Большой драматический, Ефремов был назначен во МХАТ для спасения театра, но не получил тех полномочий, какими располагал художественный руководитель БДТ: придя в 1956 году в такую же развращённую и погрязшую в интригах труппу, Товстоногов уволил треть наличного состава, тем самым призвав к порядку и оставшихся, — Ефремов этого сделать не мог; предложенный им проект реорганизации труппы (включая перевод части её во вспомогательный состав) был как будто бы принят, но к концу его второго мхатовского сезона, пишет И. Соловьёва, «надёжно завален». Ефремов не хлопнул дверью; он стал создавать внутри театра свою труппу, опираясь на близких по духу артистов старого МХАТа (в их числе были и Ангелина Степанова и Марк Прудкин), приглашая новых.
Артистам «Современника», задуманного когда-то как «свежая кровь» для МХАТа, он предлагал влиться в «метрополию» в полном составе, для начала в качестве вполне автономного филиала, — единомышленники не поверили, что он сможет в этом театре что-то изменить. Несмотря на обиду, они поддержали своего бывшего лидера как могли, 7 сентября направив мхатовцам письмо, в котором говорилось: «Мы отдаём вам самое дорогое, что имели, — Олега Николаевича, с которым прожили пусть недолгую, но трудную и наполненную жизнь в искусстве. Мы хотим верить, что вы будете уважать, любить Ефремова и помогать ему», — но очень немногие во главе с Евгением Евстигнеевым тогда последовали за Ефремовым. Лишь позже, увидев реальные перемены, во МХАТ потянулись и некоторые другие «современниковцы». Он пригласил к себе Андрея Попова и Александра Калягина, в 1976 году уговорил перейти во МХАТ Иннокентия Смоктуновского, в 1983 году переманил из БДТ Олега Борисова и вернул в театр Татьяну Доронину, — и без того огромная труппа продолжала разрастаться.

#### Спектакли и роли
В Художественном театре Олег Ефремов — как режиссёр и как актёр (сыграв рыцаря Печального Образа) — дебютировал в 1971 году пьесой А. Володина «Дульсинея Тобосская»; но этот спектакль стал своего рода прощанием с «Современником», где он отдавал предпочтение камерной драматург Розова и Володина, — во МХАТе его любимым драматургом с середины 70-х годов был Александр Гельман, чьи злободневные, нацеленные на изучение механики советской жизни пьесы для Ефремова, по словам критика, стали «утолением социальной жажды».
Поставив в 1975 году пьесу «Протокол одного заседания» (во МХАТе она шла под названием «Заседание парткома»), Ефремов сам сыграл в ней главную роль — рабочего-идеалиста Потапова, брошенного соратниками, просто не поверившими в то, что на этой стройке можно что-то изменить. «Сверяться с жизнью, — пишет А. Смелянский, — ему не приходилось: реальная практика Художественного театра, не поддававшаяся никаким усовершенствованиям, питала режиссёрскую и актёрскую фантазию. Проблемы внутреннего строительства Художественного театра совпадали с тем, что происходило на стройке в пьесе „Заседание парткома“». Следующая пьеса Александра Гельмана, «Обратная связь», позволила Ефремову создать на сцене образ Зазеркалья — государства, в котором «обратная связь» не работает, все каналы информации нарушены и, соответственно, деформированы все отношения — производственные и не только производственные. В 1981 году он поставил запрещённую пьесу Гельмана «Наедине со всеми» и вновь исполнение главной роли взял на себя, вложив в своего дьявольски изворотливого героя весь опыт собственных многолетних компромиссов.
Чехов оставался для Ефремова драматургом, пишущим, как и в начале века, специально для Художественного театра, но теперь уже для его МХАТа: возобновив легендарные «Три сестры» Вл. Немировича-Данченко, ставшие самым сильным театральным впечатлением его юности, в дальнейшем Ефремов сам поставил «Иванова» (1976) с Иннокентием Смоктуновским, «Чайку» (1980) — один из лучших его спектаклей, живущий на сцене МХТ им. Чехова и по сей день, «Дядю Ваню» (1985), в котором сыграл Астрова. Как некогда основоположники МХТ, он мог по-хозяйски внести в пьесу те или иные коррективы, как это было в «Чайке», и навлечь на себя гнев критиков, — для К. Рудницкого важно было не то, что Ефремов поменял местами эпизоды, а то, что он впервые за много лет возвращал пьесе Чехова её полифонию. «Чайка», ставшая «визитной карточкой» ефремовского МХАТа, показала, сколь многое изменилось и в самом Ефремове: если в 1970 году в «Современнике» он на всех героев пьесы смотрел, по словам критика, глазами учителя Медведенко, доверяя ему одному, всех остальных представляя никчёмными болтунами, то десять лет спустя он уже не искал виноватых: «Он видел „скрытую драму“ каждого и всех подал одинаково крупно».
Следуя мхатовским традициям, он ставил и М. Горького: «Последние» были второй его постановкой во МХАТе. Если не сам, то с помощью приглашённых режиссёров, Ефремов пополнял репертуар театра и другими произведениями русской и зарубежной классики: Анатолий Эфрос поставил у него мольеровского «Тартюфа», Лев Додин — инсценировку романа М. Салтыкова-Щедрина «Господа Головлёвы» и «Кроткую» Ф. Достоевского. Для постановки спектаклей он приглашал во МХАТ и более молодых и на тот момент менее именитых режиссёров — Каму Гинкаса, Марка Розовского, Анатолия Васильева, Романа Виктюка, и таким образом вливая в театр «свежую кровь».
Вместе с тем репертуар МХАТа в значительной степени определяла неимоверно разросшаяся труппа: наряду с программными для театра спектаклями было немало и проходных постановок, продиктованных простой необходимостью занять возможно большее число актёров. Ефремов сумел вдохнуть в театр новую жизнь, и тем не менее, по словам И. Соловьёвой, МХАТ оставался театром, «давно уже ставшим из необыкновенного — обыкновенным и даже не лучшим, но претендующим на то, чтобы иметь неотнимаемый государственный статус лучшего». Найти работу для всех артистов Ефремов не мог ни при каких условиях, обстановка в театре накалялась: годами незанятые и мало занятые артисты не могли согласиться с его оценкой их творческих возможностей, в то же время и любимые артисты Ефремова, специально приглашённые для усиления труппы, играли меньше, чем могли бы, случалось, что по этой причине покидали театр, как Алексей Петренко и Георгий Бурков. Он жил в коллективе, с первых же дней расколовшемся на два лагеря: «ефремовский» и «антиефремовский», — и в конце концов в марте 1987 года встал вопрос о разделе труппы.

#### Раздел театра
Произошедший в 1987 году и обернувшийся всесоюзным скандалом раздел театра Олег Ефремов считал «наиболее гуманным, демократическим, в духе времени решением», которое в 90-х годах уже воспринималось бы как нечто абсолютно естественное. Как художественный руководитель, он иного выхода не видел; он предложил автономию двух трупп, из которых одна разместилась бы в проезде Художественного театра, другая — в филиале на улице Москвина, при этом, по свидетельству А. Смелянского, не имел внятного плана сосуществования двух трупп и меньше всего ожидал, что в результате в Москве образуются два МХАТа. Тем не менее, принятая общим собранием автономия в итоге обернулась полной суверенностью частей.
В интервью журналу «Советский экран» в 1990 году на вопрос читателя, считает ли он, что раскол пошёл на пользу его части МХАТа, Ефремов отвечал осторожно: «Так бы я не сказал. Хотя раскол всё равно был необходим, потому что неестественна труппа до двухсот человек — это уже не театр… В этом смысле всё, что произошло, правильно. Ведь не зря же мне пришлось в переполненный театр приглашать таких артистов, как Смоктуновский, Евстигнеев, Борисов, Калягин. То есть надо было создавать поколение, адекватное по талантам, творческим возможностям знаменитым мхатовским „старикам“. Иначе образовывался вакуум…»
Тому, что ефремовский МХТ не расцвёл после раздела, театроведы находят своё объяснение: раскол произошёл в то время, когда «великая» эпоха российского театра уже заканчивалась; «миссия» советской сцены, пишет А. Смелянский, символически завершилась со смертью Товстоногова: уходил в прошлое тот театр, который был больше, чем просто театром, и занимал «несоразмерно большое место в духовной жизни страны»; глубокий кризис переживала сама идея «театра-дома», или «театра-храма», — основополагающая для русского театра XX века. «Конец 80-х — первая половина 90-х годов XX века явились для театра, как и для страны, временем распада, временем, когда старый театр умирал, а новый ещё не появился», — писала об этом периоде Анна Вислова.

### МХТ имени Чехова
О театрах, образовавшихся в результате раздела, Инна Соловьёва пишет: «В сумятице состав обоих вряд ли мог определиться обдуманно гармонично; внутри отъединившихся трупп долго и неплодоносно срабатывала инерция разделения». Делить пришлось не только труппу, но и репертуар; в театре, получившем название МХТ имени А.П. Чехова, Олег Ефремов, пытаясь руководствоваться исключительно интересами искусства, снимал спектакли, утратившие актуальность (как, например, «Так победим!» М. Шатрова) или изначально продиктованные побочными интересами, — что, в свою очередь, вызывало недовольство у вчерашних единомышленников. По разным причинам Ефремова покинули Александр Калягин, Олег Борисов, Анастасия Вертинская и Екатерина Васильева.
В 1988 году Ефремов сыграл Мольера в спектакле «Кабала святош», поставленном Адольфом Шапиро; в написанной для МХАТа и запрещённой пьесе Михаила Булгакова и для самого драматурга, и для театра в 30-х годах наиболее актуальной была тема взаимоотношений художника и власти, — руководителя МХТ имени Чехова в 1988 году больше занимали отношения директора театра и его труппы. «Ефремовский Мольер, — пишет Анатолий Смелянский, — был опустошён, даже освежающие любого режиссёра вспышки гнева длились доли секунды. Устал „строитель театра“». Руководство театром с годами всё больше превращалось для него в «долг» и «крест», и всё меньше оставалось в нём места для радости.
Нового современного драматурга для своего театра Ефремов не нашёл; он с переменным успехом ставил классику: «Вишнёвый сад», «Горе от ума», «Бориса Годунова», сыграв в этом спектакле заглавную роль. К уходу актёров он относился философски, — настоящим ударом, после которого не оправиться, стала для Ефремова смерть Иннокентия Смоктуновского в августе 1994 года.
После 1994 года Ефремов поставил только один спектакль, и это были «Три сестры» (1997), завершившие его «чеховский цикл» и встреченные критикой с таким восторгом, какого он не помнил уже давно. «Все прежде виденные „Три сестры“, — писал критик Григорий Заславский, — не помешают воспринимать этот спектакль как впервые, взволнованно и чутко к мелочам, интонациям, ко всему, что творится на сцене».
В его «Трёх сёстрах» финальная сцена разыгрывалась в парке, среди деревьев, дом на заднем плане отсутствовал, и британская журналистка удивлялась: «Как же так! Спектакль о доме, а дома нет, это ведь глубокий пессимизм», — на что Олег Ефремов отвечал: «Почему пессимизм? Это жизнь».
Болезнь лёгких ограничила его работоспособность. В 2000 году Ефремов вновь обратился к пьесе Э. Ростана «Сирано де Бержерак», которую в 1964-м ставил в «Современнике», но этот замысел режиссёр не успел осуществить, спектакль был завершён уже после его смерти. Олег Ефремов умер в Москве, в своей квартире на Тверской улице 24 мая 2000 года, когда его театр находился на гастролях на Тайване. В день прощания, по свидетельству очевидца, к зданию в Камергерском переулке из-за моря цветов невозможно было подойти. 31 мая он был похоронен на Новодевичьем кладбище рядом с могилой Константина Станиславского.

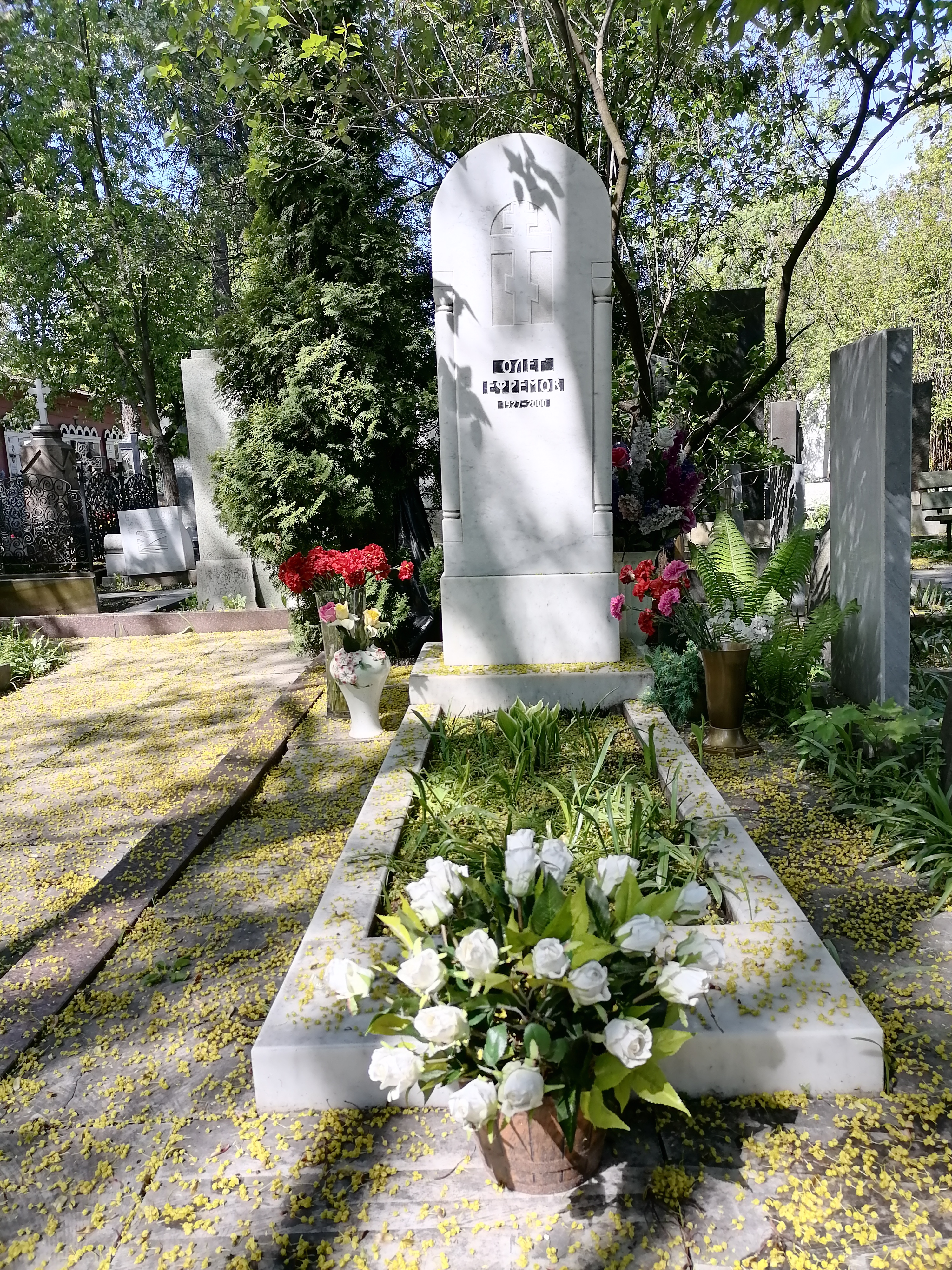
Могила Олега Ефремова на Новодевичьем кладбище (участок № 2)

### Частная жизнь
Первой женой Олега Ефремова была актриса Лилия Толмачёва; брак оказался очень недолгим, но творческий союз сохранился: Толмачёва стала одной из ведущих актрис ефремовского «Современника».
Во втором, незарегистрированном, браке с актрисой Ириной Мазурук родилась дочь Анастасия, театральный критик по образованию, редактор журнала «Страстной бульвар, 10», президент Благотворительного фонда Олега Ефремова, директор театрального фестиваля «ПостЕфремовское пространство». Дочь Анастасии Ефремовой Ольга стала актрисой и снимается в сериалах и кино.
От брака с актрисой «Современника» Аллой Покровской, дочерью выдающегося оперного режиссёра Бориса Покровского, Олег Ефремов имел сына — актёра Михаила Ефремова.

## Театр Олега Ефремова
Соединение в одном лице режиссёра и актёра для искусства Ефремова было принципиально: он всегда настаивал на актёрской природе своей режиссуры, но с таким же основанием, считает Н. Таршис, мог говорить и о режиссёрском начале, определявшем как его собственную игру, так и игру его актёров.
Режиссёрская деятельность Ефремова, в свою очередь, была неотделима от педагогической: с 1949 года в течение полувека он преподавал в Школе-студии МХАТ, где сам выращивал актёров-единомышленников для своих театров. Среди самых первых его учеников, вместе с ним создававших «Современник», — Галина Волчек, Игорь Кваша и Светлана Мизери, выпускники 1955 года, и окончившие Школу-студию годом позже Евгений Евстигнеев, Михаил Козаков и Виктор Сергачёв. Так или иначе учениками Ефремова считали себя все актёры раннего «Современника»: им всем, по свидетельству В. Сергачёва, приходилось овладевать не только системой Станиславского, но и «системой Ефремова», учившего своих актёров играть не роль, а спектакль. В 60-х годах С. Владимиров новаторство Ефремова-режиссёра видел прежде всего в «особых принципах активизации актёрского творчества», «особой природе существования актёра на сцене», отмечая, что режиссёрское единство спектакля в «Современнике» активно формирует не только Ефремов, — постановщик-актёр сознательно стремился сделать своих актёров сопостановщиками. Нередко они становились таковыми и в прямом смысле слова: многие спектакли обозначены как совместные постановки Ефремова с В. Сергачёвым, И. Квашой или Е. Евстигнеевым, — и не случайно из ефремовского «Современника» выходили профессиональные режиссёры: Г. Волчек, М. Козаков, О. Табаков и Л. Толмачёва. «В сущности, — пишет Н. Таршис, — новый уровень взаимопроникновения режиссёрского и актёрского начал в системе спектакля и обеспечивал особое место этого коллектива в истории нашего театра».
Ученицами Ефремова в Школе-студии МХАТ были и Галина Соколова, ставшая одной из лучших актрис «Современника», и Полина Медведева — одна из ведущих актрис МХТ имени Чехова. С начала 70-х годов Ефремов одновременно вёл курс на режиссёрском отделении; здесь его учениками были Надежда Птушкина, Николай Скорик, в дальнейшем на протяжении многих лет работавший с ним во МХАТе, и Олег Бабицкий. Но режиссёрами стали и учившиеся у Ефремова на актёрском отделении Дмитрий Брусникин, Роман Козак и Александр Феклистов.
Ещё в пору «Современника», в 1964 году, Павел Марков написал краткий портрет Ефремова-режиссёра:
Он задумывается над тем, как создать театр-организм, который служил бы не выражением личности режиссёра, а объединял широкие, преимущественно молодые артистические и литературные силы, над тем, как найти внутренне оправданный и свежий сценический приём, подобно тому как находил в своё время МХАТ, но уже с учётом его последующих достижений... Спектакли Ефремова точны по мысли, он не боится ярких сатирических красок, но в своей основе глубоко лиричен. Я думаю, что лиризм, порою очень затаённый, но всегда трепетный, — основа режиссёрской индивидуальности Ефремова. У Ефремова пронзительный, порою иронический и ядовитый ум, яростно восстающий против всяческих штампов — прежде всего против всякого закостенения в родном ему МХАТ. Он прирождённый экспериментатор.
Ефремов был, как отмечали позже театроведы, и прирождённым лидером, обладал редким умением сплачивать людей вокруг общей цели, — это свойство его личности называли «театрообразующим» началом. «Где бы он ни был, — писала М. Строева, — Ефремов всегда, как магнит притягивал к себе людей, ему готовы были верить, для него и с ним рады были работать. В этом проступал не только магнетизм души, личное обаяние талантливого человека… Тут приоткрывалось и нечто большее, связанное с… особым чувством хозяина своей страны. Все, кто общался с Ефремовым, воочию видели, убеждались в том, что этот человек может смело брать ответственность на свои плечи, решать порой, казалось бы, безнадежно нерешаемые вопросы, упрямо, принципиально и до конца отстаивать свою гражданскую и художественную позицию».
Если Ефремов-режиссёр с годами перестал бояться театральности, то Ефремов-актёр ярких красок, как правило, избегал, редко пользовался гримом, и эта скупость собственно актёрских проявлений (А. Смелянский назвал его талант «стыдливым») — в сочетании с лиризмом, отмеченным Марковым, — иным критикам, особенно часто кинокритикам, давала повод утверждать, будто Ефремов всегда играет самого себя. Полемизируя с ними, Инна Соловьёва, непосредственно по поводу последней театральной роли Ефремова — Бориса Годунова в трагедии А.С. Пушкина, писала: «Олег Ефремов как актёр (что бы ни говорили о нём) никогда не стремился к самораскрытию, к прямому лирическому присутствию на сцене. Его роли ни в коей мере не автопортретны… Он играет Бориса Годунова не на самораскрытии, а на самоотдаче. Он ничего не подставляет из своего, но живёт чужим несчастьем с всецелой, терзающей силой».
Олег Ефремов много снимался в кино и порою сам становился режиссёром своей роли, как, например, в фильме Александра Митты «Гори, гори, моя звезда», в котором сыграл одну из своих лучших ролей — немого художника-самоучку Фёдора. «Маленьких ролей» для Ефремова не существовало: он умел даже крошечные эпизоды делать запоминающимися, как это было в другом фильме Митты — «Звонят, откройте дверь», где он на полминуты появился в роли бывшего пионера, давно и безнадёжно спившегося человека; при этом Ефремов, по свидетельству режиссёра, предложил ему на выбор пять вариантов эпизода, «один лучше другого». Своей любимой киноролью он называл Виктора Леонова в фильме Виталия Мельникова «Мама вышла замуж»: ему импонировала внутренняя интеллигентность героя — как «определённый настрой по отношению к миру». И всё же в кино Ефремов, по собственному его признанию, «отдыхал, отвлекался» — от театра, который с годами оставлял ему всё меньше времени и сил для кинематографа. «Сам не снимался и другим не давал», — сетовал Виктор Сергачёв; конфликт Ефремова с одним из самых любимых его актёров — Евгением Евстигнеевым, обернувшийся уходом Евстигнеева из театра, Лилия Толмачёва объяснила просто: «Олег не мог представить, как ради кино можно предать театр». И последним фильмом с участием Ефремова стал многосерийный «Чехов и Ко» (1998), посвящённый 100-летию МХАТа, в верности которому он когда-то в юности расписался кровью.

## Театральные работы

### Актёр
Центральный детский театр
- 1949 — «Её друзья» В. Розова; постановка О. Пыжовой и Б. Бибикова — Володя Чернышев
- 1949 — «Я хочу домой» С. Михалкова — Янис
- 1950 — «Драгоценное зерно» А. Мусатова — Учитель
- 1950 — «Город мастеров» Т. Габбе — Странник
- 1950 — «Дубровский» по роману А. Пушкина — Крестьянин
- 1950 — «Недоросль» Д. Фонвизина — Митрофан
- 1950 — «Романтики» Э. Цюрупа — Николай Шаповалов
- 1950 — «Настоящий друг» В. Любимовой — Степан
- 1951 — «Горе от ума» А. Грибоедова — Французик
- 1951 — «Романтики» Эсфиря Цюрупы — Митрич
- 1951 — «Два капитана» по роману В. Каверина — Саня Григорьев, Гриша Фабер
- 1952 — «Конёк-Горбунок» П. Маляревского по сказке П. Ершова; постановка М. Кнебель и А. Некрасовой — Иван
- 1952 — «Волынщик из Страконице» Й. Тыла — Шванда
- 1953 — «Страницы жизни» В. Розова; постановка М. Кнебель — Костя Полетаев
- 1953 — «На широкую воду» Н. Реут и М. Скрябина — Андрей Медведев
- 1953 — «Горе от ума» А. Грибоедова — Молчалин
- 1953 — «Её друзья» В. Розова — Петя
- 1953 — «Гельголанд зовёт» А. Кузнецова; постановка В. Колесаева — Вальред Дилле
- 1954 — «Мещанин во дворянстве» Мольера; постановка Марии Кнебель — Ковьель
- 1955 — «В добрый час!» В. Розова; постановка А. Эфроса — Алексей
- 1955 — «Два капитана» по роману В. Каверина — Саня Григорьев
- 1956 — «Оливер Твист» по роману Ч. Диккенса — Монкс
- 1956 — «Дочка» по роману В. Каверина — Кочергин
- 1956 — «Борис Годунов» А. Пушкина; постановка А. Эфроса — Самозванец[18]

«Современник»
- 1956 — «Вечно живые» В. Розова; постановка О. Ефремова — Борис Бороздин
- 1957 — «В поисках радости» В. Розова; постановка О. Ефремова — Фёдор
- 1958 — «Никто» Э. де Филиппо; постановка А. Эфроса — вор Винченцо
- 1958 — «Продолжение легенды» А. Кузнецова — Леонид
- 1959 — «Два цвета» А. Зака и И. Кузнецова; постановка О. Ефремова — Борис Родин
- 1959 — «Пять вечеров» А. Володина. Постановка Олега Ефремова и Галины Волчек — Ильин
- 1961 — «Вечно живые» В. Розова; постановка О. Ефремова (вторая редакция) — Фёдор Иванович Бороздин
- 1961 — «Четвёртый» К. Симонова; постановка О. Ефремова — Он
- 1962 — «Старшая сестра» А. Володина; постановка Б. Львова-Анохина — Ухов
- 1962 — «Пятая колонна» по роману Э. Хемингуэя — Филипп
- 1963 — «Назначение» А. Володина; постановка О. Ефремова — Лямин
- 1967 — «Декабристы» Л. Зорина — Николай I
- 1967 — «Народовольцы» А. Свободина; постановка О. Ефремова — Желябов
- 1970 — «С вечера до полудня» В. Розова — Андрей Жарков

МХАТ и МХТ имени Чехова
- 1971 — «Дульсинея Тобосская» А. Володина; постановка О. Ефремова — Дон Луис
- 1971 — «Валентин и Валентина» М. Рощина — прохожий
- 1973 — «Старый Новый год» М. Рощина — Пётр Себейкин
- 1975 — «Медная бабушка» Л. Зорина; постановка О. Ефремова — Пушкин
- 1975 — «Заседание парткома» А. Гельмана; постановка О. Ефремова — Потапов
- 1977 — «Обратная связь» А. Гельмана — Лоншаков
- 1978 — «Утиная охота» А. Вампилова; постановка Олега Ефремова — Зилов
- 1979 — «Кино» И. Чурки; постановка И. Хорваи — Берецкер
- 1981 — «Наедине со всеми» А. Гельмана; постановка О. Ефремова — Голубев
- 1985 — «Дядя Ваня» А. Чехова; постановка Олега Ефремова — Астров
- 1987 — «Перламутровая Зинаида» М. Рощина; постановка О. Ефремова — Аладьин
- 1988 — «Кабала святош» М. Булгакова; постановка А. Шапиро — Мольер
- 1992 — «Возможная встреча» П. Барца — Георг Фридрих Гендель
- 1994 — «Борис Годунов» А. Пушкина — Борис Годунов[119][120]

### Режиссёр

#### Центральный детский театр
- 1955 — «Димка-невидимка» В. Коростылёва и М. Львовского. Художник — Б. Кноблок[121].

#### «Современник»
- 1956 — «Вечно живые» В. Розова. Художники Л. Батурин, Д. Лазарев
- 1957 — «В поисках радости» В. Розова. Художник Е. Гранат (совместно с В. Сергачёвым)
- 1958 — «Продолжение легенды» А. Кузнецова. Художник В. Зайцева (совместно с М. Микаэлян)
- 1959 — «Два цвета» А. Зака и И. Кузнецова. Художники А. Елисеев, М. Скобелев (совместно с В. Сергачёвым)
- 1959 — «Пять вечеров» А. Володина. Художник Ю. Горохов (совместно с Г. Волчек)
- 1960 — «Голый король» Е. Шварца. Художник В. Доррер (совместно с М. Микаэлян)
- 1961 — «Четвертый» К. Симонова. Художник В. Доррер
- 1962 — «По московскому времени» Л. Зорина. Художник В. Доррер
- 1963 — «Назначение» А. Володина. Художник Б. Мессерер
- 1963 — «Без креста!» по мотивам повести В. Тендрякова — «Чудотворная». Художник В. Доррер (совместно с Г. Волчек[122])
- 1964 — «В день свадьбы» В. Розова. Художник П. Кириллов (совместно с Г. Волчек)
- 1964 — «Сирано де Бержерак» Э. Ростана. Художник Б. Мессерер (совместно с И. Квашой)
- 1965 — «Всегда в продаже» В. Аксёнова. Художники А. Елисеев, П. Кириллов, М. Скобелев
- 1965 — «Оглянись во гневе» Дж. Осборна. Художник В. Медведев (совместно с В. Сергачёвым)
- 1967 — «Традиционный сбор» В. Розова. Художник П. Кириллов; режиссёр В. Салюк
- 1967 — «Декабристы» Л. Зорина. Художник П. Белов
- 1968 — «Народовольцы» А. Свободина Художники М. Аникст, С. Бархин
- 1968 — «Большевики» М. Шатрова. Художник П. Кириллов; режиссёр Г. Волчек
- 1970 — «С вечера до полудня» В. Розова. Художник П. Кириллов; режиссёр Л. Ванштейн
- 1970 — «Чайка» А. Чехова. Художник С. Бархин; режиссёр В. Салюк[123].

#### МХАТиМХТ имени Чехова
- 1971 — «Дульсинея Тобосская» А. Володина. Художник И. Димент
- 1971 — «Последние» М. Горького. Художник А. Понсов
- 1971 — «Потусторонние встречи» Л. Гинзбурга. Сценическая редакция В. Монюкова; художник П. Белов
- 1971 — «Валентин и Валентина» М. Рощина. Художник Л. Столярова
- 1972 — «Сталевары» Г. Бокарева. Художник И. Сумбаташвили
- 1973 — «Соло для часов с боем» О. Заградника (совместно с А. Васильевым)
- 1973 — «Старый Новый год» М. Рощина. Художники А. Спешнева, Н. Серебряков
- 1973 — «Сон разума» А. Вальехо. Художник Й. Свобода
- 1974 — «Иван и Ваня» Л. Чекалова. Художник В. Николаев
- 1975 — «Медная бабушка» Л. Зорина. Художник И. Попов; режиссёр-стажёр А. Васильев
- 1975 — «Заседание парткома» А. Гельмана «Протокол одного заседания». Художник И. Попов
- 1975 — «Сладкоголосая птица юности» Т. Уильямса (руководитель постановки)
- 1975 — «Нина» А. Кутерницкого. Художник Э. Стенберг
- 1976 — «Уходя, оглянись!» Э. Володарского (руководитель постановки)
- 1976 — «Иванов» А. Чехова. Художник Д. Боровский; режиссёр С. Десницкий
- 1977 — «Обратная связь» А. Гельмана. Художник Йозеф Свобода
- 1977 — «Святая святых» И. Друцэ (руководитель постановки)
- 1978 — «Эльдорадо» А. Соколовой. Художник С. Бенедиктов
- 1978 — «Утиная охота» А. Вампилова. Художник Д. Боровский; режиссёр А. Мягков
- 1978 — «Мы, нижеподписавшиеся» А. Гельмана. Художник В. Левенталь; режиссёр Е. Радомысленский
- 1980 — «Чайка» А. Чехова. Художник В. Левенталь; режиссёр В. Сергачёв
- 1981 — «Наедине со всеми» А. Гельмана. Режиссёр И. Власов. Художник Д. Боровский
- 1981 — «Так победим!» М. Шатрова. Художник Н. Ткачук, режиссёр Р. Сирота
- 1984 — «Скамейка» А. Гельмана (художественный руководитель постановки)
- 1985 — «Дядя Ваня» А. Чехова. Художник Валерий Левенталь; режиссёр Н. Скорик
- 1985 — «Серебряная свадьба» А. Мишарина. Художник Д. Боровский; режиссёр Роза Сирота
- 1986 — «Чокнутая (Зинуля)» А. Гельмана (художественный руководитель постановки)
- 1987 — «Перламутровая Зинаида» М. Рощина. Художник В. Левенталь; режиссёр Н. Скорик
- 1988 — «Московский хор» Л. Петрушевской. Художник Валерий Левенталь; режиссёр Р. Сирота
- 1989 — «Варвары» М. Горького. Художник В. Левенталь
- 1989 — «Вишнёвый сад» А. Чехова. Художник В. Левенталь
- 1990 — «Брачная ночь, или 37 мая» Л. Петрушевской (руководитель постановки)
- 1991 — «Олень и шалашовка» А. Солженицына. Художник П. Кириллов
- 1992 — «Горе от ума» А. Грибоедова. Художник Б. Мессерер
- 1994 — «Борис Годунов» А. Пушкина. Художник Б. Мессерер
- 1994 — «Мишин юбилей» А. Гельмана и Р. Нельсона. Художник Б. Мессерер
- 1997 — «Три сестры» А. Чехова. Художник Валерий Левенталь[124]
- 2000 — «Сирано де Бержерак» Э. Ростана. Художник В. Ефимов (спектакль после смерти О. Ефремова был завершён режиссёром Н. Скориком[95][125])[126]

#### Другие театры
- 1978 — «Валентин и Валентина» М. Рощина — Американ Консерватори тиэтр (США, Сан-Франциско)
- 1986 — «Наедине со всеми» А. Гельмана — Театр Афинеон (Греция, Афины)
- 1988 — «Мы, нижеподписавшиеся» А. Гельмана — Городской театр (Турция, Стамбул)
- 1990 — «Иванов» А. Чехова — Йельский репертуарный театр (США, Нью-Хейвен)
- 1991 — «Чайка» А. Чехова — Народный Пекинский Художественный театр (Китай)[127]

## Фильмография
Актёр
| Год  |     | Название                                                           | Роль                                                                  |
| ---- | --- | ------------------------------------------------------------------ | --------------------------------------------------------------------- |
| 1955 | ф   | Первый эшелон                                                      | Алексей Узоров                                                        |
| 1957 | ф   | Рассказы о Ленине                                                  | Феликс Эдмундович Дзержинский                                         |
| 1957 | ф   | Рядом с нами                                                       | секретарь районного комитета ВЛКСМ                                    |
| 1957 | мф  | Исполнение желаний                                                 | Зербино, молодой дровосек                                             |
| 1958 | ф   | Трудное счастье                                                    | рыжий парень                                                          |
| 1958 | ф   | Шли солдаты…                                                       | Сенька Радунский                                                      |
| 1960 | ф   | Испытательный срок                                                 | Ульян Григорьевич Жур, старший уполномоченный уголовного розыска      |
| 1961 | ф   | Академик из Аскании                                                | Федот Антипович Якушенко, нарком                                      |
| 1961 | ф   | Командировка                                                       | Михаил Арсентьевич Щербаков, изобретатель отдела конструктора ЩУК РЭЛ |
| 1961 | ф   | Любушка                                                            | Олимп Иванович Лутошкин, наездник                                     |
| 1962 | ф   | Мой младший брат                                                   | Виктор Яковлевич Денисов, учёный, старший брат Димки                  |
| 1963 | ф   | Сотрудник ЧК                                                       | Илларионов, опытный сотрудник ЧК                                      |
| 1963 | мф  | Три толстяка                                                       | Просперо, оружейник, один из вождей революционеров                    |
| 1964 | ф   | Вызываем огонь на себя                                             | «дядя Вася», связной                                                  |
| 1964 | ф   | Живые и мёртвые                                                    | Иванов, танкист, капитан / майор / полковник                          |
| 1965 | ф   | Война и мир                                                        | Фёдор Долохов                                                         |
| 1965 | ф   | Звонят, откройте дверь                                             | Василий Дресвянников, отец Гены, алкоголик                            |
| 1965 | ф   | Строится мост                                                      | корреспондент из Москвы                                               |
| 1966 | ф   | Айболит-66                                                         | Айболит                                                               |
| 1966 | ф   | Берегись автомобиля                                                | Максим Петрович Подберёзовиков, следователь                           |
| 1967 | ф   | Дорога горящего фургона                                            | секретарь райкома                                                     |
| 1967 | ф   | Фитиль (новелла № 61 «Операция „Неман“»)                           | Имя персонажа не указано                                              |
| 1967 | ф   | Прямая линия                                                       | полковник, руководитель полигона                                      |
| 1967 | ф   | Спасите утопающего                                                 | читает текст и поёт песню в прологе и эпилоге                         |
| 1967 | ф   | Три тополя на Плющихе                                              | Саша, московский водитель такси                                       |
| 1967 | ф   | Штрихи к портрету В. И. Ленина (фильм № 1 «Поимённое голосование») | Юлий Осипович Мартов                                                  |
| 1968 | ф   | Ещё раз про любовь                                                 | Лев Карцев, штурман                                                   |
| 1969 | ф   | Гори, гори, моя звезда                                             | Фёдор, художник-самородок                                             |
| 1969 | ф   | Король-олень                                                       | Дурандарте                                                            |
| 1969 | ф   | Мама вышла замуж                                                   | Виктор Леонов                                                         |
| 1969 | ф   | Свой                                                               | Павел Романович Кошелев, следователь, обвиняемый во взяточничестве    |
| 1969 | ф   | Только три ночи                                                    | Иван Петрович Хворостин                                               |
| 1970 | ф   | Бег                                                                | белогвардейский полковник                                             |
| 1970 | ф   | Случай с Полыниным                                                 | Полынин, полковник, командир авиационного полка                       |
| 1971 | ф   | Нюркина жизнь                                                      | Михаил Антонович Логинов                                              |
| 1971 | ф   | Ты и я                                                             | Олег Павлович                                                         |
| 1971 | ф   | Вся королевская рать                                               | Адам Стентон                                                          |
| 1972 | кор | Город на Кавказе                                                   | Виктор Сергеевич Николаев                                             |
| 1972 | ф   | За всё в ответе                                                    | Олег Петрович Голованченко                                            |
| 1972 | ф   | Здравствуй и прощай                                                | Григорий Степанович Буров, новый участковый инспектор милиции         |
| 1974 | ф   | Москва, любовь моя                                                 | врач                                                                  |
| 1974 | ф   | Обещание счастья (новелла № 2 «Дождливый рассвет»)                 | майор Кузьмин                                                         |
| 1974 | ф   | Пётр Мартынович и годы большой жизни                               | Имя персонажа не указано                                              |
| 1975 | ф   | Лесные качели                                                      | Егоров, новый начальник пионерского лагеря, бывший военный лётчик     |
| 1975 | ф   | Ольга Сергеевна                                                    | Виктор Анатольевич Курдюмов                                           |

| Год  |    | Название                                                                                    | Роль                                                                                                   |
| ---- | -- | ------------------------------------------------------------------------------------------- | --- |
| 1975 | ф  | Там, за горизонтом                                                                          | профессор                                                                                              |
| 1976 | ф  | Дни хирурга Мишкина                                                                         | Евгений Львович Мишкин, хирург                                                                         |
| 1976 | ф  | Угощаю рябиной (фильм-спектакль)                                                            | главная роль                                                                                           |
| 1977 | ф  | Враги                                                                                       | Михаил Скроботов                                                                                       |
| 1977 | ф  | А. П. Чехов. Три сестры (фильм-спектакль)                                                   | ведущий                                                                                                |
| 1977 | ф  | Рудин                                                                                       | Дмитрий Николаевич Рудин                                                                               |
| 1977 | ф  | Открытая книга                                                                              | Антон Марлин                                                                                           |
| 1978 | ф  | Когда я стану великаном                                                                     | Сергей Константинович, представитель городского отдела народного образования (ГорОНО)                  |
| 1978 | ф  | Комиссия по расследованию                                                                   | Василий Никитич Жолудов, главный конструктор энергетического ядерного реактора                         |
| 1978 | ф  | Последний шанс                                                                              | Михаил Иванович Горохов                                                                                |
| 1978 | мф | Честное слово                                                                               | читает текст                                                                                           |
| 1979 | ф  | Активная зона                                                                               | Евгений Дмитриевич Новиков, новый секретарь парткома атомного города                                   |
| 1979 | ф  | Поэма о крыльях                                                                             | Сергей Васильевич Рахманинов, русский композитор                                                       |
| 1979 | ф  | Мнимый больной                                                                              | Арган                                                                                                  |
| 1980 | ф  | Однажды двадцать лет спустя                                                                 | Илья Николаевич, художник                                                                              |
| 1981 | ф  | Было у отца три сына                                                                        | Дмитрий Алексеевич, капитан торгового флота, отец Кирилла, Юрия и Герки                                |
| 1981 | ф  | Шофёр на один рейс                                                                          | Михаил Антонович Артюхин, шофёр                                                                        |
| 1982 | ф  | Инспектор ГАИ                                                                               | Фёдор Антонович Гринько, майор, начальник районного отдела милиции                                     |
| 1982 | ф  | Формула памяти                                                                              | Зеленин                                                                                                |
| 1983 | ф  | В городе хорошая погода…                                                                    | Павел Петрович Леднёв                                                                                  |
| 1983 | ф  | Графоман                                                                                    | Пётр Кондратьевич Мокин                                                                                |
| 1983 | ф  | Среди тысячи дорог                                                                          | Петр Васильевич Николаев                                                                               |
| 1984 | ф  | Продлись, продлись, очарованье…                                                             | Антон Николаевич Скворцов                                                                              |
| 1984 | ф  | Чужая жена и муж под кроватью                                                               | Александр Демьянович, муж Лизы                                                                         |
| 1985 | ф  | Батальоны просят огня                                                                       | Василий Матвеевич Гуляев, полковник, командир полка                                                    |
| 1985 | ф  | Осторожно — Василёк!                                                                        | Николай Иванович                                                                                       |
| 1985 | ф  | От зарплаты до зарплаты                                                                     | Ефимов                                                                                                 |
| 1985 | ф  | Такой странный вечер в узком семейном кругу (фильм-спектакль)                               | Юрий Петрович                                                                                          |
| 1986 | ф  | Тайна Снежной королевы                                                                      | Голос сказки                                                                                           |
| 1987 | ф  | Первая встреча, последняя встреча                                                           | Занзевеев, изобретатель                                                                                |
| 1987 | ф  | Почему убили Улофа Пальме? (фильм-спектакль)                                                | Ханс Хольмер, начальник Стокгольмской полиции                                                          |
| 1988 | ф  | Полёт птицы                                                                                 | Сторожков                                                                                              |
| 1988 | ф  | Неприкаянный                                                                                | Ветлугин                                                                                               |
| 1990 | ф  | Шапка                                                                                       | Пётр Николаевич Лукин, оргсекретарь московского отделения Союза писателей, генерал КГБ СССР в отставке |
| 1991 | ф  | Дорога в Парадиз                                                                            | милиционер                                                                                             |
| 1991 | ф  | И возвращается ветер…                                                                       | Сергей Иосифович Юткевич                                                                               |
| 1995 | с  | Русский проект («Это мой город», «Сборка-1», «Продолжение следует», «Время собирать камни») | водитель троллейбуса / алкоголик в футбольной майке                                                    |
| 1995 | ф  | Ширли-мырли                                                                                 | Николай Григорьевич, сосед Кроликовых                                                                  |
| 1997 | ф  | Ах, зачем эта ночь…                                                                         | снимался                                                                                               |
| 1998 | ф  | Дядя Ваня. Сцены из деревенской жизни (фильм-спектакль)                                     | Михаил Львович Астров, врач                                                                            |
| 1998 | ф  | Сочинение ко Дню Победы                                                                     | Дмитрий Киловатов                                                                                      |
| 1998 | с  | Чехов и Ко («Святая простота» / «На чужбине»)                                               | отец Савва Жезлов / помещик Камышов                                                                    |

Режиссёр
- 1965 — Строится мост (совместно с Гавриилом Егиазаровым)[128]
- 1980 — Старый Новый год (совместно с Наумом Ардашниковым)[128]

Сценарист
- 1965 — Строится мост (совместно с Наумом Мельниковым)[128]

Участие в фильмах
- 1974 — Пётр Мартынович и годы большой жизни (документальный)[источник не указан 527 дней]
- 1975 — О нашем театре (документальный)[источник не указан 527 дней]
- 1977 — Любите ли вы театр? (документальный) — рассказ о любви к театру[источник не указан 527 дней]
- 1977 — Монологи (документальный)[источник не указан 527 дней]
- 1984 — Булат Окуджава поёт свои песни (документальный) — зритель на концерте[источник не указан 527 дней]
- 1984 — Мои современники (документальный)[источник не указан 527 дней]
- 1985 — «Живые традиции. Монолог режиссёра» (документальный)[129]
- 1987 — Олег Ефремов. Чтобы был театр (документальный)[источник не указан 527 дней]
- 1988 — Старый новый МХАТ (документальный)[источник не указан 527 дней]

## Избранная библиография
- Всё непросто…. — М.: Артист. Режиссёр. Театр, 1992. — 320 с. — ISBN 5-87334-067-6.
- О театре и о себе / Сост. А. Смелянский. — М.: МХТ, 1997.
- Настоящий строитель театра / Л. Богова. — М.: Зебра Е, 2011. — 480 с. — ISBN 978-5-94663-981-1.

## Звания и награды

### Государственные награды
Почётные звания и премии:
- Заслуженный деятель искусств РСФСР (7 мая 1967) — за заслуги в развитии советского театрального искусства[130]
- Народный артист РСФСР (29 сентября 1969) — за заслуги в области советского театрального и киноискусства[131]
- Народный артист СССР (12 октября 1976) — за большие заслуги в развитии советского театрального искусства[132]
- Герой Социалистического Труда (30 сентября 1987) — за большие заслуги в развитии советского театрального искусства и в связи с шестидесятилетием со дня рождения[133]
- Государственная премия СССР (1969) — за сценическую трилогию «Декабристы», «Народовольцы», «Большевики»[134]
- Государственная премия СССР (1974) — за спектакль «Сталевары» по пьесе Г.К. Бокарёва[135]
- Государственная премия СССР (1983) — за спектакль «Так победим!» по пьесе М.Ф. Шатрова[136]
- Государственная премия Российской Федерации в области литературы и искусства 1997 года (6 июня 1998) — за сохранение и развитие традиций русского психологического театра в спектакле Московского Художественного академического театра имени Антона Павловича Чехова «Три сестры»[137]
- Государственная премия Российской Федерации в области литературы и искусства 2003 года (12 июня 2004, посмертно) — за многолетнее научное исследование и публикацию творческого наследия основателей Московского Художественного театра[138]

Ордена и медали:
- Два ордена Трудового Красного Знамени[139]:
  - первый (1971)
  - второй (30 сентября 1977) — за заслуги в развитии советского театрального искусства и в связи с пятидесятилетием со дня рождения[140]
- орден Ленина (30 сентября 1987)[127]
- орден Дружбы народов (10 ноября 1993) — за большой личный вклад в развитие театрального искусства и подготовку высококвалифицированных кадров для театра и кино[141]
- орден «За заслуги перед Отечеством» III степени (11 сентября 1997) — за большой личный вклад в развитие театрального искусства[127][142]

### Другие награды, поощрения и общественное признание
- Приз конкурса-смотра актёров московских театров «Золотая маска» (1976)[139]
- Кинопремия «Золотой Овен» (1997) — за вклад в киноискусство[139]
- Специальный приз «Госпожа удача» имени Павла Луспекаева кинофестиваля «Киношок» в Анапе (1997) — «За мужество и достоинство в профессии»[143]
- Театральная премия «Хрустальная Турандот» (1997) — за долголетнее и доблестное служение театру[127]
- Специальный приз жюри Национальной театральной премии «Золотая маска» (1998) — за спектакль «Три сестры» Антона Павловича Чехова[127]
- Премия «Человек года» Русского биографического института (1998)[139]
- Благодарность Президента Российской Федерации (23 октября 1998) — за многолетнюю плодотворную деятельность в области театрального искусства и в связи со 100-летием Московского Художественного академического театра[144]
- Премия Мэрии Москвы в области литературы и искусства (в области просветительской деятельности) (20 августа 1999) — за уникальный вклад в развитие культуры Москвы[145]
- Рыцарь Международного орден Святого Константина Великого (Союз Святого Константина)[146]
- В честь Олега Ефремова назван астероид (19127) Олегефремов, открытый астрономом Людмилой Карачкиной в Крымской астрофизической обсерватории 26 августа 1987 года

## Память
- В день, когда Олегу Ефремову исполнилось бы 80 лет (1 октября 2007 года) на доме, где он жил (по адресу Тверская улица, д. 9) была открыта мемориальная доска. Устанавливали её руководитель МХТ имени Чехова Олег Табаков и председатель Союза театральных деятелей Александр Калягин[147][148].

Творчеству и памяти актёра посвящены документальные фильмы и телепередачи:
- 2004 — Олег Ефремов (из цикла телевизионных художественно-постановочных программ телеканала «Культура» — «Легенды мирового кино») (документальный)[149];
- 2005 — Неизвестный Олег Ефремов (документальный)[150];
- 2006 — Олег Ефремов (из цикла передач телеканала «ДТВ» — «Как уходили кумиры») (документальный);
- 2007 — «Олег Ефремов. „Вечный Олег“» («Первый канал»)[151];
- 2007 — Список кораблей (документальный)[источник не указан 527 дней];
- 2007 — «Мужское обаяние Олега Ефремова» (документальный)[150];
- 2008 — Александр Вампилов. Я знаю, я старым не буду… (документальный)[источник не указан 527 дней];
- 2010 — Татьяна Лаврова. Недолюбила, недожила… (в телепрограмме «Кумиры» с Валентиной Пимановой) (документальный);
- 2012 — «Олег Ефремов. „Кумиры“» («Первый канал»)[152];
- 2012 — «Олег Ефремов. „Голос внутри меня“» («Первый канал»)[153];
- 2016 — «Олег Ефремов. „Последний день“» («Звезда»)[154];
- 2016 — «Олег Ефремов. „Последнее признание“» («ТВ Центр»)[155];
- 2017 — «Олег Ефремов. „Талант быть любимым“» («Мир»)[156];
- 2017 — «Олег Ефремов. „Ему можно было простить всё“» («Первый канал»)[157][158];
- 2018 — «Олег Ефремов. „Легенды кино“» («Звезда»)[159].

## Киновоплощения
- Михаил Ефремов («Фурцева», телесериал, 2011)
- Никита Ефремов («Оттепель», 2013)
- Антон Кукушкин («Кино про Алексеева», 2014)
- Андрей Гусев («Людмила Гурченко», 2015)
- Кирилл Рубцов («Облепиховое лето», 2018)